# マッティ・ペロンパー
マッティ・ペロンパー（マッティ・カレルヴォ・ペッロンパー、Matti Kalervo Pellonpää、1951年3月28日 - 1995年7月13日）は、フィンランド・ヘルシンキ出身の俳優・ミュージシャン。アキ・カウリスマキ、ミカ・カウリスマキ監督作品で国際的に知られる。

## 略歴
1951年3月28日、ヘルシンキに生まれる。
1962年、フィンランド国営放送のラジオ番組に俳優として出演しはじめる。
1970年代、舞台に出演しはじめ、同時に演劇学校で学ぶ。
1989年、音楽グループ「Peltsix」を結成。フロントマンとして活動。
1991年、『Räpsy & Dolly eli Pariisi odottaa』でユッシ賞 主演男優賞を受賞。
1992年、『ラヴィ・ド・ボエーム』でヨーロッパ映画賞 男優賞を受賞。
1995年7月13日、心臓発作で死去。44歳だった。
1996年、フィンランド映画100周記念切手の肖像に著名俳優の一人として採用される。
1999年、フィンランドの映画賞「マッティ・ペロンパー賞」が設けられる。
2011年、彼の生涯を追ったフィンランドのドキュメンタリー映画『Boheemi elää』が公開。

## 主な出演作品
| 公開年 | 邦題 原題                                                                 | 役名                               | 備考                        |
| ------ | ------------------------------------------------------------------------- | ---------------------------------- | --------------------------- |
| 1983   | 罪と罰 Rikos ja rangaistus                                                | ニカンデル                         |                             |
| 1985   | カラマリ・ユニオン Calamari Union                                         | フランク                           |                             |
| 1986   | パラダイスの夕暮れ Varjoja paratiisissa                                   | ニカンデル                         |                             |
| 1988   | 真夜中の虹 Ariel                                                          | ミッコネン                         |                             |
| 1989   | レニングラード・カウボーイズ・ゴー・アメリカ Leningrad Cowboys Go America | ウラジミール（バンドマネージャー） |                             |
| 1991   | ナイト・オン・ザ・プラネット Night on Earth                               | ミカ                               |                             |
| 1992   | ラヴィ・ド・ボエーム La Vie de bohème                                     | ロドルフォ                         | ヨーロッパ映画賞 男優賞受賞 |
| 1994   | 愛しのタチアナ Pidä huivista kiinni, Tatjana                              | レイノ                             |                             |
| 1994   | レニングラード・カウボーイズ、モーゼに会う Leningrad Cowboys Meet Moses   | モーゼ／ウラジミール               |                             |
| 1995   | アイアン・カウボーイズ ミーツ・ゴーストライダー Iron Horsemen             |                                    |                             |

## アルバム
- Peltsix / Lihaa Ja Leikkeleitä（Megamania Music, 1991年）
- Peltsix / Silkkaa Kryptoniittia（Flamingo Music, 1993年）